# Christian Pollack
Christian Pollack (* 27. November 1946 in Wien) ist ein österreichischer Dirigent und Komponist.

## Leben
Christian Pollack studierte an der Universität für Musik und darstellende Kunst Wien Komposition bei Ernst Tittel und Alfred Uhl sowie Viola bei Karl Stierhof und Violine bei Edith Bertschinger. Seine Ausbildung zum Dirigenten erfolgte bei Hans Swarowsky ebenda sowie bei Sergiu Celibidache in München.
In den Jahren von 1964 bis 1968 war Pollack als Bratschist im Symphonieorchester der Wiener Volksoper tätig. Seit 1968 hat er die Stellung als Korrepetitor und Kapellmeister ebenda inne. Zudem wirkte er in den Jahren von 1971 bis 1972 als Kapellmeister am Stadttheater Regensburg, von 1972 bis 1975 am Stadttheater Aachen sowie von 1975 bis 1982 in Klagenfurt. Nachdem er von 1982 bis 1984 1. Kapellmeister am Raimundtheater Wien war, wurde er im selben Jahr Chefdirigent ebenda. Es folgten ab dem Jahr 1984 Gastdirigate an der Volksoper Wien, der Kammeroper Wien, dem Staatstheater Essen, dem Opernhaus Nürnberg, beim SWR Symphonieorchester sowie beim Symphonieorchester Bogotá/Kolumbien.
Seit dem Jahr 1995 wirkt Pollack am Konservatorium Wien als musikalischer Leiter der Opernklasse und seit September 2002 als Erster Gastdirigent des Žilina Kammerorchesters in der Slowakei. Von 2006 bis 2017 war er Musikalischer Leiter des Wiener Residenzorchesters.
Für mehrere CD-Firmen hat er eine Reihe von Aufnahmen der klassischen Wiener Musik eingespielt, vor allem die Werke der Familie Strauß, außerdem von Ziehrer und Suppé. Er zog dafür die Orchester von Košice, Bratislava und Žilina heran.

## Werke
- Messe für Männerchor – Moosburger-Messe (1979)[4]
- Drei Miniaturen für Klarinette und Klavier – UA 1982 in Klagenfurt (1981)[4]
- Sextett für Harfe, Flöte, Klarinette, Horn, Fagott und Kontrabass – Drei Sätze (1983/1994)[4]
- Marienmesse – über gregorianische Melodien für gemischten Chor, Solotrompete und Orgel (1983)[4]
- Dobar dan – Bläserquintett in einem Satz über jugoslawische Volksmelodien (1983)[4]
- Ballettsuite für großes Orchester – UA 1997 in Košice/Slowakei (1984)[4]
- Zwei Stücke für großes Orchester (1986)[4]
- Transsilvanische Rhapsodie – für Violoncello solo und Orchester (1991)[4]
- Concertino für Posaune und Orchester – UA 1993 in Košice/Slowakei  (1992)[4]
- Elegie für vier Violoncelli – UA 1994 in Luzern (1993)[4]
- Petite Suite sacrale – Streichtrio für Violine, Viola und Violoncello, UA 1995 in Washington, D.C./USA (1994)[4]
- Slowakische Rhapsodie – UA in Košice/Slowakei (1996)[4]